# ENTAC
ENTAC (ENgin Téléguidé Anti-Char) oder MGM-32A war eine französische Panzerabwehrlenkwaffe. 

## Beschreibung

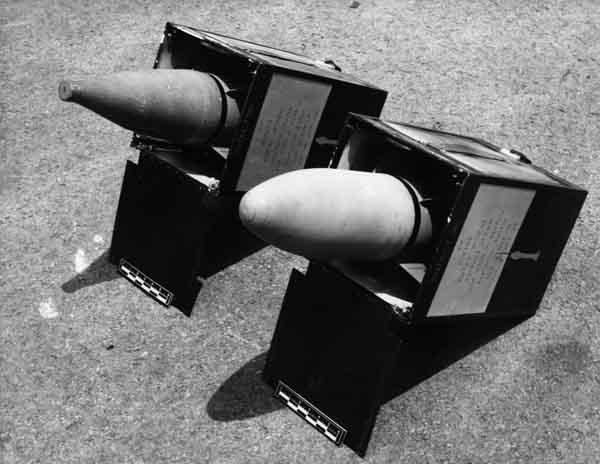
ENTAC-Raketen in der Startboxen

Entwickelt wurde sie in den frühen 1950er-Jahren im deutsch-französischen Forschungsinstitut ISL in Saint-Louis. In der französischen Armee wurde sie ab 1957 eingesetzt. Die Produktion endete 1974 nach etwa 140.000 hergestellten Lenkwaffen.
ENTAC war Vorläufer bzw. Nachfolger einer ganzen Reihe von französischen Lenkflugkörpern, die schließlich zu bekannten, zum Teil multinational entwickelten und bis heute genutzten Flugkörpern wie MILAN oder Exocet führten. 

## Verbreitung
- Australien – 500
- Belgien – 2.500
- Frankreich – unbekannte Anzahl
- Kanada – 2.000
- Indien – 2.000
- Indonesien – 500
- Iran – 2.000
- Israel – 1.000
- Libanon – 250
- Marokko – 500
- Norwegen – 1.000
- Südafrika – 500
- Vereinigte Staaten – 15.000

Quelle: